# Medeltidscentret
Medeltidscentret (på danska Middelaldercentret) är ett friluftsmuseum i utkanten av Sundby vid Nykøbing Falster med fokus på medeltiden i Danmark omkring 1400.
Centret har byggts en del av en typisk dansk stad med hus, hantverkare, marknadsstånd, en hamn med fartyg. Centret har också en arsenal av vapen från perioden, till exempel blida, ballist, tidiga arkebuse och en kanon som alla visas för besökarna.
Personalen på museet bär kläder från perioden. Dessutom är en stor grupp utbildade frivilliga också klädda i autentiska kläder.